# گیاه‌پارچ بنستونی
گیاه‌پارچ بنستونی (نام علمی: Nepenthes benstonei)، یک گونه از سرده گیاه‌پارچ‌ها است.